# 蘿賓·德克魯伊夫
蘿賓·德克魯伊夫（英語：Robin de Kruijf，1991年5月5日—），荷蘭女子排球運動員，司職副攻手。在2024年宣布退役。
她是荷蘭國家女子排球隊的隊員之一。她代表荷蘭在巴西出戰2016年奥林匹克运动会奪得第四名，是荷蘭在奥运女子排球史上最佳成績。克魯伊夫在奥林匹克运动会中表現出色，是排名第二的最佳攔截手。
2019年，代表科内利亚诺女排俱乐部夺得2019年世界女排俱乐部锦标赛冠军。
2021年，再次代表科内利亚诺女排俱乐部夺得2021年欧洲女子排球冠军联賽冠军。

## 獎項

### 俱乐部
- 2019年世界女排俱乐部锦标赛： - 冠军（效力于科內利亞諾女排俱樂部）
- 2021年欧洲女子排球冠军联賽： - 冠军（效力于科內利亞諾女排俱樂部）